# Golf de Evian
Evian Resort Golf Club, nome oficial de Golfe de Evian), é um resort situado na comuna francesa de Évian-les-Bains na Haute-Savoie. Este clube é um dos mais antigos percursos da França e cuja história remonta ao início do século XX.
Em 1904, a 'Société des Eaux Minérales d’Evian' compra a quinta e os terrenos explorador pela família Berthet e constrói um terrno de golfe de 9 buracos antes da abertura do Hôtel Royal.
Em 1922, passou para 18 buracos para receber as grandes competições como :
- Pro-Am de l'Evian Resort
- Trophée Madame Figaro BMW
- Haribo Kid's Cup

## Evian Masters
O Evian Masters Golf Club é um percurso de golfe de 18 buracos inaugurado em 1904 é uma Par 72 com 6 428 m. Em 2013, o torneio Evian Masters acede  ao estatuto de 'tournoi Majeur' e torna-se no 'The Evian Championship' que é um torneio de golfe feminino criado em 1994.

## Direcção
Evian Resort Golf Club

Route du Chablais

Gros Bissinges

74500 Évian-les-Bains - FR